# Хёрт, Тони
Энтони Джон Хёрт (англ. Anthony John Hurt; род. 30 марта 1946, Окленд) — новозеландский гребец, выступавший за сборную Новой Зеландии по академической гребле в 1970-х годах. Чемпион летних Олимпийских игр в Мюнхене, бронзовый призёр Олимпийских игр в Монреале, обладатель бронзовой медали чемпионата мира, чемпион Европы, победитель и призёр многих регат национального значения.

## Биография
Тони Хёрт родился 30 марта 1946 года в Окленде, Новая Зеландия.
Занимался академической греблей в оклендском гребном клубе West End Rowing Club.
Первого серьёзного успеха на взрослом международном уровне добился в сезоне 1971 года, когда вошёл в основной состав новозеландской национальной сборной и выступил на чемпионате Европы в Копенгагене, где в восьмёрках обошёл всех своих соперников и получил золото.
Благодаря череде удачных выступлений удостоился права защищать честь страны на летних Олимпийских играх 1972 года в Мюнхене. Здесь в восьмёрках также пришёл к финишу первым, завоевав тем самым золотую олимпийскую медаль.
После мюнхенской Олимпиады Хёрт остался в составе гребной команды Новой Зеландии на ещё один олимпийский цикл и продолжил принимать участие в крупнейших международных регатах. Так, в 1975 году он побывал на мировом первенстве в Ноттингеме, откуда привёз награду бронзового достоинства.
Находясь в числе лидеров новозеландской национальной сборной, благополучно прошёл отбор на Олимпийские игры 1976 года в Монреале. На сей раз в главном финале восьмёрок финишировал третьим позади команд из Восточной Германии и Великобритании, добавив в послужной список бронзовую олимпийскую медаль.
Оставался действующим спортсменом вплоть до 1979 года, неоднократно выигрывал чемпионат Новой Зеландии в различных гребных дисциплинах.
Впоследствии работал водопроводчиком в Окленде. Продолжал деятельность в гребном клубе West End в качестве тренера и администратора.
В 1990 году вместе с другими членами золотой новозеландской восьмёрки был введён в Зал славы спорта Новой Зеландии.